# Palaeomolis pretiosa
Palaeomolis pretiosa är en fjärilsart som beskrevs av Otto Staudinger 1887. Palaeomolis pretiosa ingår i släktet Palaeomolis och familjen björnspinnare. Inga underarter finns listade i Catalogue of Life.